# 3139 Шаньтоу
3139 Шаньто́у (3139 Shantou) — астероїд головного поясу, відкритий 11 листопада 1980 року.
Тіссеранів параметр щодо Юпітера — 3,096.
Названо на честь міста Шаньтоу (Гуандун, КНР).